# Julien Tilloles
Pas d'image ? Cliquez ici

a Compétitions nationales et continentales officielles uniquement.

b Matchs officiels uniquement.
Dernière mise à jour le 13 juin 2025.
Julien Tilloles, né le 29 octobre 1977, est un joueur français de rugby à XV. Il joue au poste de demi de mêlée.

## Biographie
Julien Tilloles commence sa carrière au Stade toulousain, avec qui il est deux fois champion de France. Il est notamment remplaçant de Jérôme Cazalbou lors de la finale 1997 remportée face au CS Bourgoin-Jallieu.
Il évolue ensuite à l'USA Perpignan pendant deux saisons, avant de jouer pour l'Aviron bayonnais de 2001 à 2009, avec une parenthèse d'une saison à Agen en 2005-2006,,. En 2009, il rejoint le Stade montois pour disputer une dernière saison en tant que joueur, mais ne peut peut jouer aucun match à cause du blocage de sa licence par la fédération pour des raisons financières,. 

## Palmarès

### En club
- Vainqueur du Championnat de France de première division en 1997 et 1999 avec le Stade toulousain.

- Vainqueur du Championnat de France de 2e division en 2004 avec l'Aviron bayonnais.

### En équipe nationale
- Équipe de France -18
- Équipe de France -21
- Équipe de France Universitaire 1997-2000
- Champion du monde Universitaire en 2000